# Голден-Глейдс (Флорида)
Голден-Глейдс (англ. Golden Glades) — переписна місцевість (CDP) в США, в окрузі Маямі-Дейд штату Флорида. Населення — 32 499 осіб (2020).

## Географія
Голден-Глейдс розташований за координатами 25°54′47″ пн. ш. 80°12′2″ зх. д. / 25.91306° пн. ш. 80.20056° зх. д. (25.913038, -80.200668).  За даними Бюро перепису населення США в 2010 році переписна місцевість мала площу 13,13 км², з яких 12,63 км² — суходіл та 0,50 км² — водойми.

## Демографія
Згідно з переписом 2010 року, у переписній місцевості мешкало 33 145 осіб у 9907 домогосподарствах у складі 7300 родин. Густота населення становила 2524 особи/км².  Було 10915 помешкань (831/км²).
Расовий склад населення:
| - 72,8 % — чорних або афроамериканців - 19,4 % — білих - 1,6 % — азіатів - 0,3 % — корінних американців - 0,1 % — вихідців з тихоокеанських островів - 2,8 % — осіб інших рас |

До двох чи більше рас належало 3,1 %. Частка іспаномовних становила 18,5 % від усіх жителів.
За віковим діапазоном населення розподілялося таким чином: 26,5 % — особи молодші 18 років, 63,0 % — особи у віці 18—64 років, 10,5 % — особи у віці 65 років та старші. Медіана віку мешканця становила 34,1 року. На 100 осіб жіночої статі у переписній місцевості припадало 90,2 чоловіків;  на 100 жінок у віці від 18 років та старших — 86,8 чоловіків також старших 18 років.
Середній дохід на одне домашнє господарство  становив 49 190 доларів США (медіана — 38 090), а середній дохід на одну сім'ю — 54 385 доларів (медіана — 42 889). Медіана доходів становила 31 263 долари для чоловіків та 26 132 долари для жінок. За межею бідності перебувало 23,6 % осіб, у тому числі 32,6 % дітей у віці до 18 років та 26,4 % осіб у віці 65 років та старших.
Цивільне працевлаштоване населення становило 14 395 осіб. Основні галузі зайнятості: освіта, охорона здоров'я та соціальна допомога — 26,2 %, мистецтво, розваги та відпочинок — 14,7 %, роздрібна торгівля — 14,2 %.